# Дамский, Яков Владимирович
Яков Владимирович Дамский (24 апреля 1934, Витебск — 29 июля 2009, Москва) — советский и российский шахматист, шахматный журналист, мастер спорта СССР по шахматам, международный арбитр.

## Биография
Родился 24 апреля 1934 года в Витебске. В 1941 году вместе с родителями был эвакуирован в Казань, где поступил в среднюю школу, которую окончил в 1951 году. В 1951—1956 гг. учился в Казанском государственном университете. После окончания университета непродолжительное время работал редактором многотиражной газеты «Меховщик», а затем почти десять лет — корреспондентом и заведующим отделом в газете «Комсомолец Татарии». Там в 1958 году он впервые опубликовал подборку К.Кедрова с таким предисловием: «Стихи Константина Кедрова радуют и удивляют всех, кому приходится их читать. Трудно даже поверить, что эти зрелые мысли, эти яркие образы принадлежат перу пятнадцатилетнего школьника». Год спустя Дамский опубликовал первую подборку одиннадцатиклассницы Елены Кацюбы, тоже с добрым напутствием.
В 1965 году женился (жена — Галина Мартьяновна Коршун, в браке — Дамская) и переехал в Москву, работал корреспондентом газеты «Московский комсомолец». По окончании 2-летних курсов, с 1967 года работал спортивным комментатором Центрального телевидения и Всесоюзного радио. Дружил с чемпионом мира Михаилом Талем, был его соавтором в написании книги. Известность получил также литературный труд о чемпионе мира Борисе Спасском. Дружил с 14-м чемпионом мира Владимиром Крамником, в соавторстве с которым также написал книгу. В последние годы жизни Дамский был шахматным комментатором «Маяка», радио «Спорт» и программ телевидения, обозревателем газеты «Советский спорт». Благодаря увлекательным и со знанием дела рассказам о шахматах и шахматистах, эрудиции, мягкой, интеллигентной манере общения, приятному тембру голоса имел постоянный успех у радиослушателей: его репортажей ждали, на Дамского специально настраивали радиоволну.

## Заслуги и успехи в шахматах
Яков Дамский считался авторитетнейшим асом спортивной журналистики. Им написано множество книг о шахматах и шахматистах, большинство из которых переведены на английский, немецкий, испанский, сербский, голландский, армянский языки.
В шахматы научился играть в шестом классе. В 1949 году стал перворазрядником. В командном первенстве РСФСР в 1955 году выполнил норму кандидата в мастера.
Чемпион Казани в 1954 и 1958 годах, чемпион Татарстана 1961 году, многократный призёр этих соревнований.
В 1963 году в открытом чемпионате Казанского шахматного клуба, где участвовало восемь мастеров спорта и шесть сильнейших кандидатов в мастера Поволжья, он разделил первое — третье места и выполнил норму для получения звания мастера спорта.
Дамский трижды участвовал в полуфиналах первенства РСФСР. Неоднократно успешно защищал спортивную честь Татарстана, выступая в матчевых встречах и командных соревнованиях РСФСР. В первенстве ЦС ДСО «Наука» 1954 года занял шестое место, опередив ряд известных шахматистов. В полуфинале первенства Москвы 1966 года занял третье место. В чемпионате журналистов Москвы был первым в 1967 и 1969 годах, а в 1970 году занял второе место.
Дамский имел звание международного арбитра, судил крупнейшие турниры в России и за рубежом. Как судья, пользовался непререкаемым авторитетом у участников соревнований. Некоторое время был специальным шахматным комментатором в программе «Время» (конец 1980-х, СССР), съёмка выходила после раздела «Спорт» в конце программы.
Скончался 29 июля 2009 года в Москве от инсульта. Похоронен на Ваганьковском кладбище.

## Книги
- В огонь атаки. Москва : Физкультура и спорт, 1978. 304 с (Выдающиеся шахматисты мира). (В соавторстве с М. Талем)
- Контратака. Москва : Физкультура и спорт, 1979. 64 с (Библиотечка шахматиста).
- Рашид Нежметдинов. Москва : Физкультура и спорт, 1987. 175, [1] с.
- Взаимодействие тяжёлых фигур. Москва : Физкультура и спорт, 1988. 160, [1] с. (Библиотечка шахматиста). ISBN 5-278-00071-6.
- Последний шанс. Москва : Физкультура и спорт, 1990. 206, [2] с. (Библиотечка шахматиста). ISBN 5-278-00273-5.
- Век шахмат, заново пережитый автором, с которым, наверняка, не все согласятся… Москва : Терра-спорт, 2000. 307, [2] с. ISBN 5-93127-105-8.
- Последняя интрига века : Каспаров — Крамник, Лондон 2000. Москва : Элекс-КМ : Стайер-компани, 2000. 150 с, [8] л. ил. ISBN 5-93815-008-6. (В соавторстве с С. Шиповым)
- Прорыв. Москва : Наука/Интерпериодика, 2000. 319, [1] с., [9] л. ил. (Мир шахмат). ISBN 5-7846-0032-X. (В соавторстве с В. Крамником)
- По законам красоты. Москва : РИПОЛ Классик, 2002. 382 с (Искусство шахмат). ISBN 5-7905-1352-2.
- Король Борис Десятый. Москва : РИПОЛ Классик, 2004. 404, [1] с. (Великие шахматисты мира). ISBN 5-7905-3106-7. (О Борисе Спасском)
- Рекорды в шахматах. Москва : РИПОЛ Классик, 2004. 542 с (Искусство шахмат). ISBN 5-7905-3016-8.
- Компоненты успеха. Москва : РИПОЛ Классик, 2005. 511 с (Искусство шахмат). ISBN 5-7905-3427-9. (В соавторстве с М. Талем)
- На алтарь Каиссы. Москва : РИПОЛ Классик, 2006. 473 с, [8] л. ил. (Великие шахматисты мира). ISBN 5-7905-4758-3. (В соавторстве с М. Талем)